# Estación La Aguada
Estación La Aguada es una de las 5 estaciones del Sistema Teleférico de Mérida o Mukumbarí, localizado en el estado Mérida, en los Andes de Venezuela. La instalación antigua fue inaugurada en la década de 1960 y cerrada en 2008 para su modernización y reconstrucción, la cual fue reabierta en mayo de 2016.

## Descripción

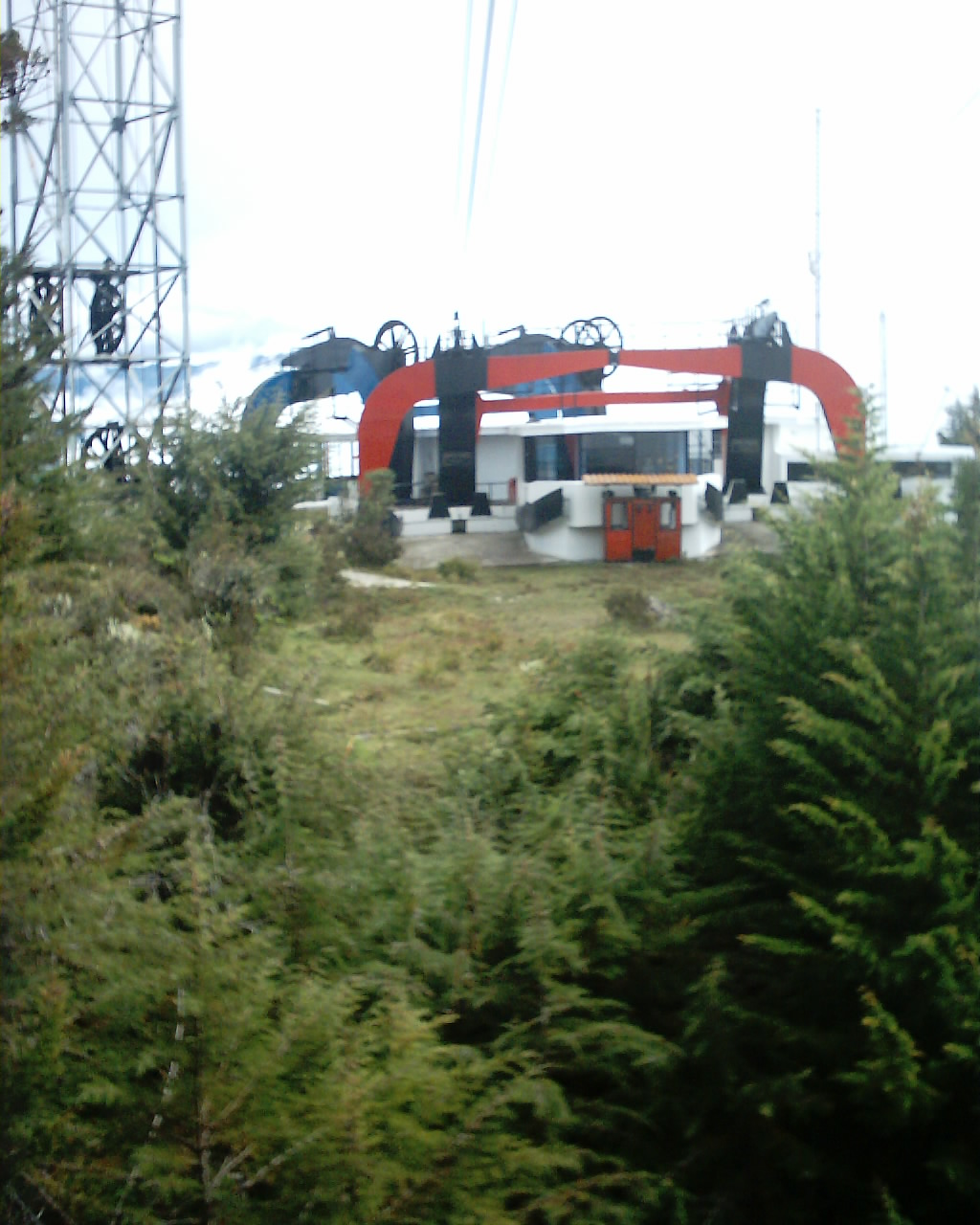
Vista de la antigua estación La Aguada en 2005

Se trata de la segunda estación del Tramo La Montaña - La Aguada y está ubicada a 3 452 m s. n. m. A través de esta estación se accede a Loma Redonda, en el tercer tramo del Sistema (La Aguada - Loma Redonda), que tiene 2 775 metros de longitud.

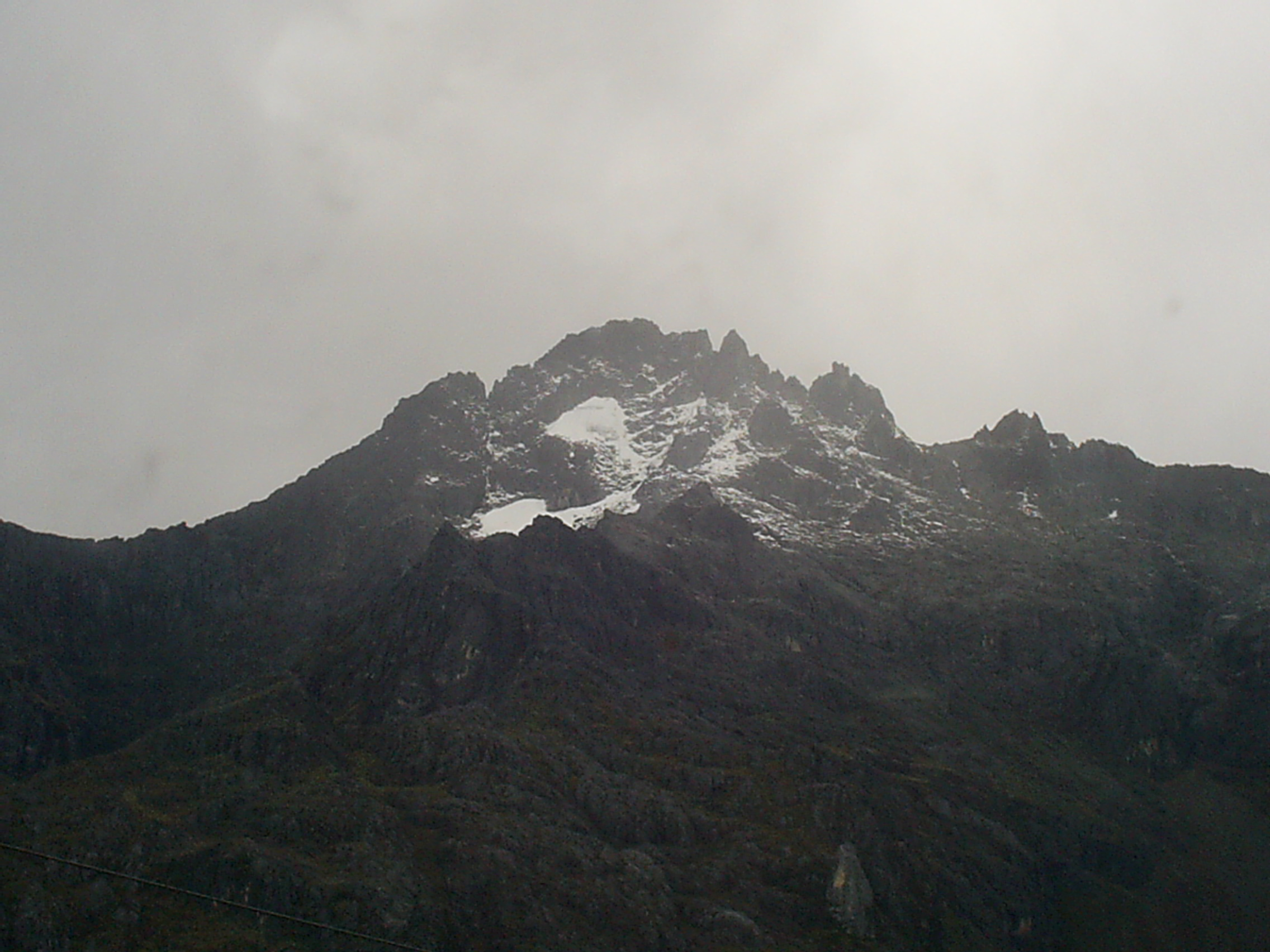
Vista desde la estación La Aguada en 2006

Entre los atractivos de la estación se encuentran vistas al antiguo glaciar de la Concha, la Cascada del Sol y el antiguo camino de los Callejones.